# Alba Redondo
Pour les articles homonymes, voir Redondo (homonymie).
Alba María Redondo Ferrer, née le 27 août 1996 à Albacete, est une footballeuse internationale espagnole évoluant au poste d'attaquante au Real Madrid.

## Biographie

### En club
De 2012 à 2019, elle joue à la Fundación Albacete (en), la section féminine du club Albacete Balompié. En 2019 , elle rejoint le club du Levante Unión Deportiva.

### Internationale
Alba Redondo entre pour la première fois sur le terrain en équipe nationale le 8 novembre 2018 lors d'un match amical contre la Pologne, puis participe à l'Algarve Cup 2019.
En 2023, elle fait partie des 23 joueuses sélectionnées par Jorge Vilda pour participer à la coupe du monde en Australie et en Nouvelle-Zélande.

## Palmarès

### En sélection
Espagne
- Vainqueure de la Coupe du monde en 2023